# EEW Holding
Die EEW Holding GmbH & Co. KG (ursprünglich: Erndtebrücker Eisenwerk GmbH & Co. KG) ist ein familiengeführtes Unternehmen für die Herstellung von längsnahtgeschweißten Stahlrohren und vorgefertigten Rohrkomponenten. Stammsitz ist Erndtebrück.
Das Unternehmen verfügt über sechs Produktionsstandorte: zwei in Deutschland, zwei in Korea und jeweils einer in Malaysia und in den USA. Insgesamt werden ca. 900.000 Tonnen Stahlrohre im Jahr (Stand: Anfang 2021) gefertigt.

## Geschichte
Die Wurzeln des Erndtebrücker Eisenwerks liegen in dem im Jahr 1936 gegründeten Schmiedebetrieb Erndtebrücker Eisen- und Blechwaren GmbH. Als Mitte der 1970er-Jahre die Nachfrage nach Stahlrohren in der Öl- und Gasindustrie deutlich zunahm, stellte das Unternehmen das Produktionsprogramm von Metallbehältern auf längsnaht-unter-Pulver-geschweißte Rohre um.
Im Jahr 2001 erfolgte mit der Errichtung eines Werkes in Südkorea die Gründung eines ersten ausländischen Produktionsstandortes. 2009 wurde mit EEW Malaysia ein zweiter Produktionsstandort im Ausland gegründet. Das Firmengelände befindet sich im Industriegebiet Tanjung Langsat in der Nähe von Pasir Gudang an der Südküste von Malaysia; dort besteht Zugang zum örtlichen Hafen. Das Produktionsprogramm von EEW Malaysia umfasst sowohl Konstruktions- als auch Leitungsrohre. Als zweites Werk in Korea wurde EEW KHPC (EEW Korea Heavy Pipe Construction) im Jahre 2015 gegründet. Dieses koreanische Werk ist auf die Herstellung von Konstruktionsrohren und den Zusammenbau von Rohrkonstruktionen mit einer maximalen Länge von 80 m und bis zu 300 Tonnen Gewicht spezialisiert. Vom Standort Gwangyang aus, der sich in unmittelbarer Nähe zum Seehafen befindet, kann EEW KHPC die Märkte in Asien und Amerika sowie im Nahen bzw. Mittleren Osten bedienen.
Seit 2011 ist EEW Global Pipe Company Mitglied der EEW-Gruppe. Dieser saudi-deutsche Firmenverbund ist auf die Herstellung von Leitungsrohren für die Öl- und Gasindustrie sowie für die petrochemische Industrie spezialisiert. Das saudi-arabische Werk befindet sich in Jubail Industrial City.

## Geschäftsbereiche

### Öl- und Gasindustrie
Mit der Produktion von Stahlrohren für die Öl- und Gasindustrie befindet sich die EEW-Gruppe in ihrem angestammten Marktsegment. Neben Rohren, die als Fundamente für Offshore-Bohrplattformen dienen, finden EEW-Produkte Einsatz in Pipelines, verfahrenstechnischen Anlagen wie Raffinerien und Chemieanlagen sowie im Kraftwerksbau. Neben dem klassischen Kohlenstoffstahl verarbeitet das Unternehmen auch Edelstähle und plattierte Stähle.

### Offshore Windindustrie

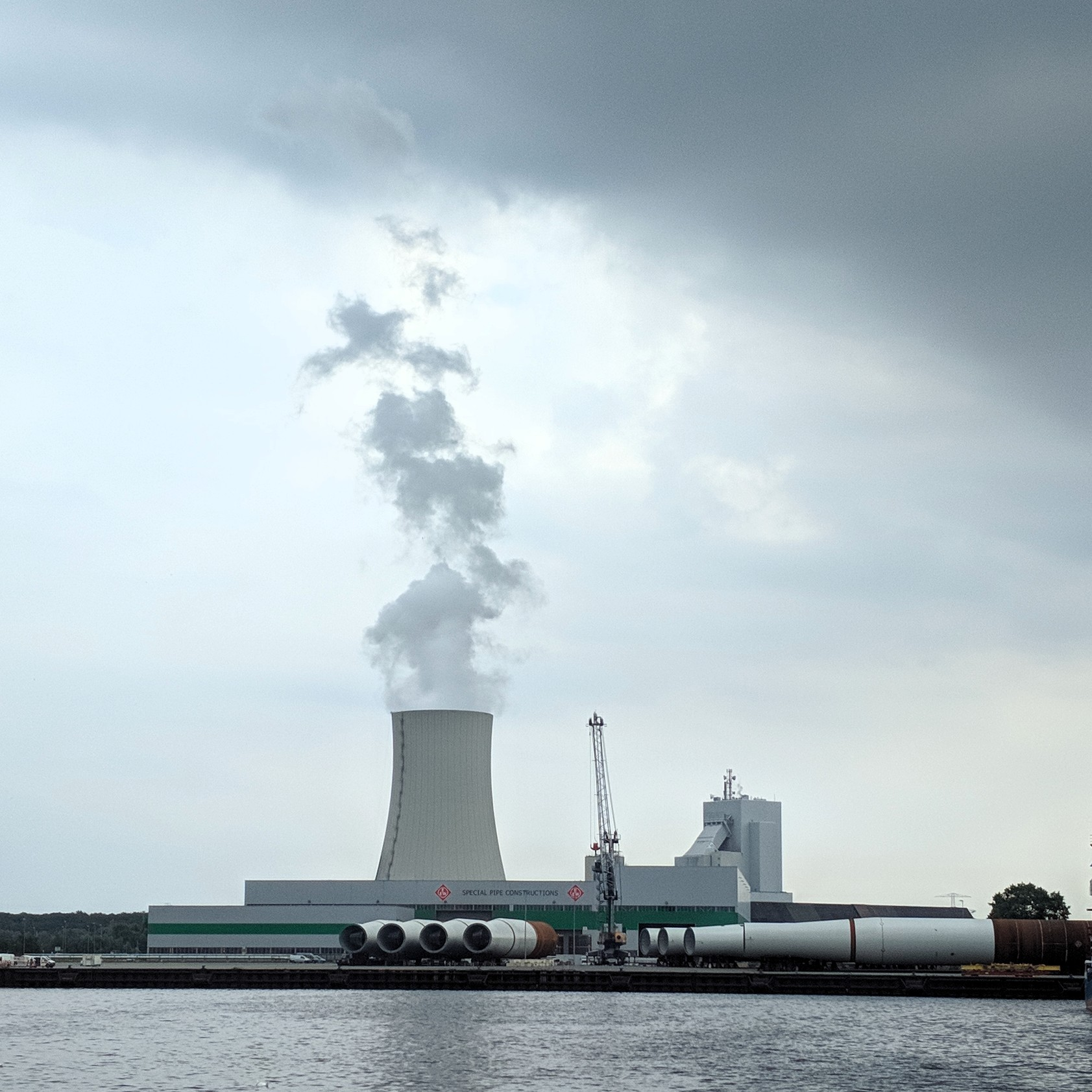
Monopiles vor EEW Special Pipe Constructions in Rostock (2019)

Als im Zuge der Energiewende die Windindustrie zu Beginn des 21. Jahrhunderts zunehmend in Offshore-Gebiete vordrang, erweiterte EEW das Produktprogramm um Fundamente von Offshore-Windenergieanlagen. Dazu gründete das Unternehmen im Jahr 2008 ein Rohrwerk in Rostock, das auf die Produktion von Rohrkomponenten für diesen Bereich der regenerativen Energien spezialisiert ist. Am Standort Rostock-Überseehafen werden Rohre mit Durchmessern von bis zu zwölf Metern, einem Stückgewicht von bis zu 2.500 Tonnen und einer Gesamtlänge von bis zu 120 Metern produziert. Im Jahr 2020 lieferte das Unternehmen das 2000. Offshore Fundament aus. Als bisher größten Auftrag stellte das Unternehmen 116 Monopile-Fundamente für den Offshore-Windpark Hornsea her. Dafür wurden am Standort Rostock von März 2017 bis April 2018 insgesamt 91.800 Tonnen Stahl verarbeitet.
Neben Monopile-Konstruktionen produziert die EEW-Gruppe auch Stahlrohre für Jacket- und Tripile-Fundamente.
In Kooperation mit weiteren Akteuren der Branche stellte EEW beispielsweise Stahl-Gründungsstrukturen für die Windparks EnBW Baltic 1 und Baltic 2, Gode Wind I und Gode Wind II, Gwynt y Môr, Global Tech I, Walney und Kriegers Flak her.

## Standorte und Tochterunternehmen
Neben den drei Produktionsstandorten in Deutschland gehören zur EEW-Gruppe fünf weitere Standorte in den internationalen Zentren der Öl- und Gas- sowie Offshore-Windindustrie.
Deutschland
- Erndtebrück: EEW Pipe Production Erndtebrueck GmbH & Co. KG
- Rostock: EEW Special Pipe Constructions GmbH (SPC)

Südkorea
- Sacheon-Si: EEW Korea
- Gwangyang-Si: EEW Korea Heavy Pipe Construction (KHPC)

Malaysia
- Pasir Gudang: EEW Malaysia

USA
- New Jersey, Paulsboro: EEW American Offshore Structures (AOS)

## Verkehrsproblematik am Standort Erndtebrück
Der Transport von Komponenten zum Kunden ist ein Problem für den EEW-Standort Erndtebrück, da die Brücken und Straßen teils in einem desolaten Zustand sind. Diese gehen als Schwertransport meist zum nächstgelegenen Hafen bzw. in das europäische Ausland. So wurden 2015 insgesamt über 550 Sondertransporte durchgeführt. Es wird seitens des Unternehmens kritisiert, dass der dringend nötige Ausbau der inzwischen als Route 57 bekannten Ferndorf-Eder-Lahn-Straße ausbleibe. Weiter wird die Bürokratie der Schwertransporte kritisiert. Als Konsequenz wurden bereits erste Arbeitsplätze an die niederländische Küste in den Ort Vlissingen verlegt. Dafür wurde dort eine Halle angemietet.